# Парадокс Симпсона

Парадокс Симпсона для количественных данных: для каждой из групп в отдельности проявляется положительная тенденция (,), тогда как для их объединения имеет место отрицательная.

Парадокс Симпсона (также Парадокс Юла — Симпсона или парадокс объединения) — явление в статистике, когда при наличии двух групп данных, в каждой из которых наблюдается одинаково направленная зависимость, при объединении этих групп направление зависимости меняется на противоположное.
Например, подсчёты по некоторой группе людей могут говорить, что определённое лекарство увеличивает шанс выздоровления, и при этом если разделить группу на две (мужчин и женщин), то оказывается, что это лекарство уменьшает шанс выздоровления в каждой группе. 
Это явление было описано Эдвардом Симпсоном в 1951 году и Удни Юлом в 1903 году. Название «парадокс Симпсона» впервые предложил Колин Блайт  в 1972 году.
Однако, так как Симпсон не был первооткрывателем этого эффекта, некоторые авторы используют безличные названия, например, «парадокс объединения».

## История открытия парадокса
Первый раз рассматриваемая ситуация отмечена Карлом Пирсоном в статье «Математический вклад в теорию эволюции». Он рассматривает зависимость признаков разнородных групп лошадей. Удни Юл делает более подробный анализ подобных популяционных изменений, изучая механизмы наследственности. Симпсон рассматривает то, что он называет «любопытным случаем» в нескольких разделах статьи «The Interpretation of Interaction in Contingency Tables». Симпсон был первым автором, изучавшим это явление с точки зрения статистики. Поэтому впоследствии математик К. Р. Блайт в статье «On Simpson’s Paradox and the Sure-Thing Principle» вводит термин «парадокс Симпсона».

## Примеры

### Пример с фишками
Пусть есть четыре шляпы (две чёрных и две серых), 41 фишка (23 цветных и 18 белых) и два стола (А и Б). Фишки распределены по шляпам следующим образом:
- В чёрной шляпе на столе А лежат 5 цветных и 6 белых фишек.
- В серой шляпе на столе А лежат 3 цветные и 4 белые фишки.
- В чёрной шляпе на столе Б лежат 6 цветных и 3 белых фишки.
- В серой шляпе на столе Б лежат 9 цветных и 5 белых фишек.

Допустим, что вы хотите вытащить цветную фишку.
Если вы находитесь около стола А, то вероятность извлечь цветную фишку из чёрной шляпы равна 5/11 = 35/77, а из серой шляпы на том же столе — 3/7 = 33/77; таким образом, цветную фишку больше шансов вытащить из чёрной шляпы, чем из серой.
Если вы находитесь около стола Б, то вероятность извлечь цветную фишку из чёрной шляпы равна 6/9 = 84/126, а из серой шляпы — 9/14 = 81/126; таким образом, и здесь цветную фишку больше шансов вытащить из чёрной шляпы, чем из серой.
Допустим теперь, что фишки из двух чёрных шляп сложены в одну чёрную шляпу, а фишки из двух серых шляп — в одну серую шляпу. На первый взгляд, логично было бы предположить, что вероятность вытащить цветную фишку из чёрной шляпы выше, чем из серой. Но это неверно:
- вероятность вытащить цветную фишку из чёрной шляпы равна 11/20 = 231/420,
- вероятность вытащить цветную фишку из серой шляпы равна 12/21 = 240/420,

то есть больше шансов извлечь цветную фишку из серой шляпы, чем из чёрной.

### Пример с камнями
Пусть мы имеем четыре набора камней. Вероятность вытащить чёрный камень из набора № 1 выше, чем из набора № 2. В свою очередь, вероятность вытащить чёрный камень из набора № 3 больше, чем из набора № 4. Объединим набор № 1 с набором № 3 (получим набор I), а набор № 2 — с набором № 4 (набор II). Интуитивно можно ожидать, что вероятность вытащить чёрный камень из набора I будет выше, чем из набора II. Однако в общем случае такое утверждение неверно.
Действительно, пусть {\displaystyle n_{i}} — число чёрных камней в {\displaystyle i}-ом наборе (выборке), {\displaystyle m_{i}} — общее число камней в {\displaystyle i}-ом наборе при {\displaystyle i=1,2,3,4}. По условию:
{\displaystyle {\frac {n_{1}}{m_{1}}}>{\frac {n_{2}}{m_{2}}},\ {\frac {n_{3}}{m_{3}}}>{\frac {n_{4}}{m_{4}}}.}
Вероятность вытащить чёрный камень из наборов I и II, соответственно:
{\displaystyle {\frac {n_{1}+n_{3}}{m_{1}+m_{3}}},\ {\frac {n_{2}+n_{4}}{m_{2}+m_{4}}}.}
Выражение для набора I не всегда больше выражения для набора II; то есть может случится, что
{\displaystyle {\frac {n_{1}+n_{3}}{m_{1}+m_{3}}}<{\frac {n_{2}+n_{4}}{m_{2}+m_{4}}}.}
Например, при {\displaystyle n_{1}=6}, {\displaystyle m_{1}=13}, {\displaystyle n_{2}=4}, {\displaystyle m_{2}=9}, {\displaystyle n_{3}=6}, {\displaystyle m_{3}=9}, {\displaystyle n_{4}=9}, {\displaystyle m_{4}=14}.
Легко проверить, что {\displaystyle 6/13>4/9}, {\displaystyle 6/9>9/14}, в то время как {\displaystyle 12/22<13/23}.

## Причины
Причина парадокса заключается в некорректном усреднении двух групп данных с различной долей контрольных наблюдений (нерепрезентативная выборка). Поскольку интуитивно предполагается, что при применении найденных зависимостей доля контрольных будет одинаковой в обеих группах, а в исходных данных это не выполняется, то к ним нельзя применять арифметическое усреднение.
Для устранения проблемы, при усреднении необходимо использовать веса, устраняющие перекос доли контрольных. Так, в примере с фишками доля фишек в серой шляпе на столе А — 7 из 18 (39 %), а на столе Б — 14 из 23 (61 %).
Для репрезентативного усреднения шанса вытянуть цветную фишку достаточно умножить количество фишек обоих цветов в одной из шляп на весовой коэффициент, устраняющий перекос. Например, если вместо одной серой шляпы на столе А поставить две таких же шляпы, то вероятности для каждого стола в отдельности не изменятся, но для объединения столов парадокс будет устранён: вероятность цветной фишки в серой шляпе станет 15/28, то есть меньше, чем из чёрной.
Другой способ разрешения парадокса — использование формулы полной вероятности.
Парадокс Симпсона показывает, что выводы из результатов социологических опросов с нерепрезентативной выборкой нельзя принимать как неопровержимые, доказанные научным путём.

## Практическая значимость
Парадокс Симпсона иллюстрирует неправомерность объединений нерепрезентативных выборок без учёта систематического перекоса выборки данных.
Например, в ходе эксперимента в группе мужчин и группе женщин, больных одной и той же болезнью, к стандартному лечению прибавили новый лекарственный препарат. Результат по обеим группам в отдельности подтверждал эффективность нового средства.
| Мужчины         | Принимавшие лекарство | Не принимавшие лекарство |
| --------------- | --------------------- | ------------------------ |
| Выздоровевшие   | 700                   | 80                       |
| Невыздоровевшие | 800                   | 130                      |
| Соотношение     | 0.875                 | 0.615                    |

| Женщины         | Принимавшие лекарство | Не принимавшие лекарство |
| --------------- | --------------------- | ------------------------ |
| Выздоровевшие   | 150                   | 400                      |
| Невыздоровевшие | 70                    | 280                      |
| Соотношение     | 2.142                 | 1.429                    |

Интуитивно предполагается, что если в обеих группах прослеживается зависимость, она должна проявиться и при объединении этих групп. Но хотя соотношение выздоровевших и больных среди и женщин, и мужчин, принимавших лекарство, больше, чем среди тех из них, кто его не использовал, в связи с нерепрезентативностью контрольной группы в агрегированных данных эта закономерность не сохраняется.
| Сумма           | Принимавшие лекарство | Не принимавшие лекарство |
| --------------- | --------------------- | ------------------------ |
| Выздоровевшие   | 850                   | 480                      |
| Невыздоровевшие | 870                   | 410                      |
| Соотношение     | 0.977                 | 1.171                    |

Соотношение в агрегированных данных 850/870<480/410, то есть 0,977<1,171, и доля выздоровевших среди принимавших лекарство оказывается меньше той же доли среди не принимавших.
Для устранения парадокса нужно обратить внимание, что отношение контрольной группы к группе воздействия в приведённых группах резко различается: у мужчин составляет (80+130)/(700+800) = 14%, а у женщин (400+280)/(150+70) = 309%. 
Это явно систематическая погрешность, и для корректного усреднения нужно обеспечить репрезентативность контрольной группы в обеих выборках, введя весовые коэффициенты так, чтобы взвешенная доля контрольных в обеих группах стала одинаковой. В данном случае достаточно повысить вес результата тех редких мужчин, кто не принимал лекарства, в 22.07 раза. 
Измененные таблицы будут выглядеть так:
| Мужчины         | Принимавшие лекарство | Не принимавшие лекарство | Не принимавшие лекарство |
| --------------- | --------------------- | ------------------------ | ------------------------ |
| Мужчины         | Принимавшие лекарство | исходные                 | с весом x22.07           |
| Выздоровевшие   | 700                   | 80                       | 1765                     |
| Невыздоровевшие | 800                   | 130                      | 2869                     |
| Соотношение     | 0.875                 | 0.615                    | 0.615                    |

| Сумма           | Принимавшие лекарство | Не принимавшие лекарство | Не принимавшие лекарство |
| --------------- | --------------------- | ------------------------ | ------------------------ |
| Сумма           | Принимавшие лекарство | исходные                 | с весом x22.07           |
| Выздоровевшие   | 850                   | 480                      | 2165                     |
| Невыздоровевшие | 870                   | 410                      | 3149                     |
| Соотношение     | 0.977                 | 1.171                    | 0.685                    |

Соотношение взвешенного количества выздоровевших к не выздоровевшим среди не принимавших лекарство в этом случае составит 0,685, то есть ниже, чем у принимавших лекарство. Это устраняет парадокс и показывает отношение выздоровевших к не выздоровевшим без приема лекарства для такой же пропорции мужчин и женщин, как у принимавших лекарство, что позволяет сравнивать эти цифры.